# Kaleb Lundén
John Kaleb Lundén, född den 15 april 1889 i Göteborg, död den 6 juni 1973 i Strängnäs, var en svensk militär. Han var brorson till Peter Lundén.
Lundén blev underlöjtnant vid Västgöta regemente 1912 och löjtnant där 1916. Han var adjutant i kommendantstaben vid Karlsborgs fästning 1919–1922 och lärare vid infanteriets underofficersskola 1922–1925. Lundén befordrades till kapten vid regementet 1927, vid Älvsborgs regemente 1928, till major vid Jämtlands fältjägarregemente 1936, vid generalstaben 1937, till överstelöjtnant 1938 och till överste 1942. Han var adjutant vid infanteriinspektionen 1934–1936, stabschef i IV. arméfördelningen 1937–1940 och  befälhavare för Strängnäs försvarsområde 1942–1949. Lundén blev riddare av Svärdsorden 1933 och av Vasaorden 1940 samt kommendör av andra klassen av Svärdsorden 1947.